# François Hartog
Pour les articles homonymes, voir Hartog.
François Hartog, né le 17 juillet 1946, est un historien et universitaire français.

## Biographie

### Formation et cursus
Ancien élève du lycée Pasteur (Neuilly-sur-Seine) puis de l'École normale supérieure (L1968), François Hartog est agrégé d’histoire (1971).
Docteur d’Etat en histoire (1979), il enseigne l'histoire grecque aux universités de Strasbourg et de Metz avant d'occuper à partir de 1987 la chaire d'historiographie antique et moderne à l'École des hautes études en sciences sociales (EHESS).
Membre de plusieurs sociétés savantes, il est membre du Centre Louis Gernet de recherches comparées sur les sociétés anciennes, membre associé du Centre de recherche historique (CRH), follow au Collège scientifique de Berlin de 1993 à 1994 et membre élu de l'Academia Europaea depuis 2015. En 1997, il est l'un des 60 membres fondateurs de L'Association des historiens.
Élève de Jean-Pierre Vernant et lecteur assidu de Reinhart Koselleck, son œuvre mêle étroitement histoire intellectuelle de la Grèce antique (sa thèse portait sur l'écriture de l'autre chez Hérodote), historiographie (livres sur Fustel de Coulanges, l'écriture de l'histoire en Grèce ancienne) et étude des formes historiques de temporalisation (ses travaux les plus récents).

### Apport à l'écriture de l'histoire
Il a largement contribué à la formation et à la diffusion du concept de « régime d'historicité » (cf. son livre éponyme) qu'il définit comme « les modes d’articulation des trois catégories du passé, du présent et du futur, en parlant en termes de catégories, pas du contenu que l’on donne à chacune des catégories, mais des catégories elles-mêmes, et de la façon dont leurs articulations ont varié selon les lieux et selon les époques ». Selon Hartog, ce régime d'historicité (rapport qu'une société a au passé, au présent et à l'avenir) est marqué actuellement par le présentisme qui privilégie la mémoire (traces laissées dans le présent par des passés successifs) à l'histoire (reconstruction et mise à distance de ces passés),.
Il développe également dans ses recherches une approche fondée sur les rapports entre histoire et historiographie, entre Anciens et Modernes, toujours attentif aux conjonctures qui traversent les sciences humaines et sociales. De là est issu un nombre important d’ouvrages qui constituent une des réflexions majeures sur le rôle de l’histoire, les fonctions et l’identité de l’historien et les interférences de la mémoire,.

## Publications
Il est notamment l'auteur de :
- Le Miroir d'Hérodote. Essai sur la représentation de l'autre, Paris, Gallimard, 1980 (édition revue et augmentée, 2001).
- Le XIXe siècle et l'histoire. Le cas Fustel de Coulanges, Paris, Presses universitaires de France, 1988.
- Mémoire d'Ulysse : récits sur la frontière en Grèce ancienne, Paris, Gallimard, 1996.
- Pierre Vidal-Naquet un historien dans la cité (avec Alain Schnapp et Pauline Schmitt-Pantel), Paris, La Découverte, 1998.  (ISBN 2707129097)
- Des sciences et des techniques, codirigé (avec Roger Guesnerie), Paris, EHESS, coll. "Cahiers des Annales", vol.45, 1998.  (ISBN 2-7132-1255-3)
- L'Histoire d'Homère à Augustin (avec Michel Casevitz), Paris, Le Seuil, 1999.
- Les Usages politiques du passé [sous la dir. de], Paris, EHESS, 2001,  (ISBN 271321405X) [14],  (ISBN 271321405X).
- Régimes d'historicité. Présentisme et expériences du temps, Paris, Le Seuil, 2003,  (ISBN 2-02-059328-9).
- Anciens, modernes, sauvages, Paris, Galaade, 2005.
- Évidence de l'histoire. Ce que voient les historiens, Paris, EHESS, 2005.
- Vidal-Naquet, historien en personne, Paris, La Découverte, 2007.
- Les récits du temps [sous la dir. de], Paris, PUF, 2010.
- Croire en l'histoire, Paris, Flammarion, 2013.
- Entre temps court et temps long. Les Forums du CESE sur le vivre ensemble (ouvrage collectif), Paris, PUF, 2013.
- La chambre de veille (avec Felipe Brandi et Thomas Hirsch), Paris, Flammarion, 2013.
- Partir pour la Grèce, Paris, Flammarion, 2015.
- La nation, la religion, l'avenir : Sur les traces d'Ernest Renan, Paris, Gallimard, 2017, 160 p. (ISBN 978-2-07-269957-3).
- L'histoire à venir (avec Patrick Boucheron), Paris, Anacharsis, 2018.
- Chronos - L’Occident aux prises avec le Temps, Paris, Gallimard, 2020.
- Confrontations avec l'histoire, Paris, Gallimard, 2021.
- À la rencontre de Chronos (1970-2022), Paris, CNRS Éditions, 2022.
- "Croire en histoire ?", Ornicar ?, Revue du champ freudien, n°57, 2023.
- Départager l'humanité, Paris, Gallimard, 2024.

Il a dirigé l'édition critique de :
- Plutarque, Vies parallèles, Gallimard, collection Quarto, 2001, 2292 pages.
- Polybe, Histoire, Gallimard, collection Quarto, 2003, 1504 pages.

## Distinctions

### Décorations
- Chevalier de la Légion d'honneur[5] ;
- Chevalier de l'ordre national du Mérite[5] ;
- Chevalier de l'ordre des Palmes académiques[15].

### Récompenses
- Grand prix Gobert de l'Académie française (2021)[16] ;
- Prix François-Millepierres (2006)[16] ;
- Prix Broquette-Gonin (1981)[16].